# بطولة تونس للكرة الطائرة للسيدات الدرجة الثانية
بطولة تونس للكرة الطائرة للسيدات الدرجة الثانية هي ثاني منافسة في تونس تخص رياضة الكرة الطائرة بعد بطولة الدرجة الأولى، تأسست في 1959 وتنظمها الجامعة التونسية للكرة الطائرة.
.

## مقالات ذات صلة
- بطولة تونس للكرة الطائرة للسيدات
- الجامعة التونسية للكرة الطائرة

## روابط خارجية
- الموقع الرسمي.